# Ectima rectifascia
Ectima rectifascia är en fjärilsart som beskrevs av Butler och Druce 1874. Ectima rectifascia ingår i släktet Ectima och familjen praktfjärilar. Inga underarter finns listade i Catalogue of Life.